# Línea 10 (Urbanos de Alcobendas-San Sebastián de los Reyes)
La línea 10 de la red de autobuses urbanos de Alcobendas es una línea circular que bordea Alcobendas en el sentido contrario al de las agujas del reloj. El sentido contrario lo proporciona la línea 11.

## Características
Esta línea une de forma circular los barrios de Valdelasfuentes, La Moraleja y el centro de Alcobendas. En los teleindicadores del autobús, su numeración es C10 debido a su naturaleza circular.
Los autobuses urbanos de Alcobendas y San Sebastián de los Reyes siguen una numeración conjunta para evitar confusión de duplicidad de numeraciones en dos municipios tan cercanos y relacionados, especialmente con algunas líneas que circulan por ambos municipios (línea 2 y línea 5). Las líneas siguen una numeración progresiva del 1 al 11, pero a San Sebastián de los Reyes sólo le pertenecen los números 4, 7 y 8, quedando el resto de números: 1, 2, 3, 5, 6, 9, 10 y 11 para Alcobendas.
La línea circula exclusivamente por el término municipal de Alcobendas. Como bien se expresa en la numeración interna del CRTM, recibe el número 10006. El primer dígito corresponde a la línea, en este caso la línea 10. Y los últimos tres dígitos corresponden al municipio por el que circula, en este caso 006 corresponde al municipio de Alcobendas.
Desde el 9 de enero del 2023, la línea traslada su cabecera, estableciéndola en la parada 18065 - Paseo de la Fuente Lucha - Calle de la Suerte y dejando la antigua cabecera 18174 - Calle de la Felicidad - Calle del Hechizo como parada intermedia.
Desde el 27 de marzo del 2023, la línea traslada su cabecera, estableciéndola en la parada 15303 - Avenida de Miguel de Cervantes - Calle de Dolores Ibárruri y dejando la antigua cabecera 18065 - Paseo de la Fuente Lucha - Calle de la Suerte como parada intermedia. Además, se crea la parada 21076 - Avenida de Miguel de Cervantes - Jardines de la Memoria como final de trayecto.
Curiosamente, debido a la numeración conjunta de los autobuses urbanos de Alcobendas y San Sebastián de los Reyes, sólo Alcalá de Henares tiene también una línea urbana 10 en circulación, junto con Alcobendas.
La línea no mantiene los mismos horarios todo el año, desde el 16 al 31 de julio se reducen el número de expediciones los días laborables entre semana (sábados laborables, domingos y festivos tienen los mismos horarios todo el año) y se reducen aún más durante el mes de agosto (también solo los días laborables entre semana), además de los días excepcionales vísperas de festivo y festivos de Navidad en los que los horarios también cambian y se reducen.
Está operada por la empresa Interbus mediante la concesión administrativa VCM-101 - Madrid - Alcobendas - Algete - Tamajón (Viajeros Comunidad de Madrid) del Consorcio Regional de Transportes de Madrid.

## Horarios

### 1 septiembre - 15 julio
| Lunes a viernes laborables                        |             |                |             |             |             |             |             |                |             |                |                |                |             |             |          |          |    |
| L10 Circular: Valdelasfuentes - Arroyo de la Vega |             |                |             |             |             |             |             |                |             |                |                |                |             |             |          |          |    |
| 07                                                | 08          | 09             | 10          | 11          | 12          | 13          | 14          | 15             | 16          | 17             | 18             | 19             | 20          | 21          | 22       | 23       | 00 |
| 05 28 40 53 55                                    | 18 30 43 55 | 08 20 33 45 58 | 10 23 35 50 | 05 20 35 50 | 05 20 35 50 | 05 20 35 50 | 05 20 35 50 | 05 20 35 45 57 | 10 22 35 47 | 00 12 25 37 50 | 02 15 27 40 52 | 05 17 30 42 55 | 07 20 35 50 | 05 20 35 50 | 05 20 35 |          |    |
| Sábados laborables, domingos y festivos           |             |                |             |             |             |             |             |                |             |                |                |                |             |             |          |          |    |
| L10 Circular: Valdelasfuentes - Arroyo de la Vega |             |                |             |             |             |             |             |                |             |                |                |                |             |             |          |          |    |
| 07                                                | 08          | 09             | 10          | 11          | 12          | 13          | 14          | 15             | 16          | 17             | 18             | 19             | 20          | 21          | 22       | 23       | 00 |
|                                                   |             | 40             | 20          | 00 40       | 20          | 00 40       | 20          | 00 40          | 20          | 00 40          | 00 20 40       | 00 20 40       | 00 20 40    | 00 20 40    | 00 20 40 | 00 20 40 | 00 |

### 16 - 31 julio
| Lunes a viernes laborables                        |                |                |             |             |             |             |             |          |          |          |          |          |          |          |          |          |    |
| L10 Circular: Valdelasfuentes - Arroyo de la Vega |                |                |             |             |             |             |             |          |          |          |          |          |          |          |          |          |    |
| 07                                                | 08             | 09             | 10          | 11          | 12          | 13          | 14          | 15       | 16       | 17       | 18       | 19       | 20       | 21       | 22       | 23       | 00 |
| 15 28 40 53                                       | 05 18 30 40 55 | 08 20 33 45 58 | 10 23 35 50 | 05 20 35 50 | 05 20 35 50 | 05 20 35 50 | 05 20 35 50 | 10 30 50 | 10 30 50 | 10 30 50 | 10 30 50 | 10 30 50 | 10 30 50 | 10 30 50 |          |          |    |
| Sábados laborables, domingos y festivos           |                |                |             |             |             |             |             |          |          |          |          |          |          |          |          |          |    |
| L10 Circular: Valdelasfuentes - Arroyo de la Vega |                |                |             |             |             |             |             |          |          |          |          |          |          |          |          |          |    |
| 07                                                | 08             | 09             | 10          | 11          | 12          | 13          | 14          | 15       | 16       | 17       | 18       | 19       | 20       | 21       | 22       | 23       | 00 |
|                                                   |                | 40             | 20          | 00 40       | 20          | 00 40       | 20          | 00 40    | 20       | 00 40    | 00 20 40 | 00 20 40 | 00 20 40 | 00 20 40 | 00 20 40 | 00 20 40 | 00 |

### 1 - 31 agosto
| Lunes a viernes laborables                        |             |             |          |          |          |          |          |          |          |          |          |          |          |          |          |          |    |
| L10 Circular: Valdelasfuentes - Arroyo de la Vega |             |             |          |          |          |          |          |          |          |          |          |          |          |          |          |          |    |
| 07                                                | 08          | 09          | 10       | 11       | 12       | 13       | 14       | 15       | 16       | 17       | 18       | 19       | 20       | 21       | 22       | 23       | 00 |
| 10 25 40 55                                       | 10 25 40 55 | 10 25 40 55 | 10 30 50 | 10 30 50 | 10 30 50 | 10 30 50 | 10 30 50 | 10 30 50 | 10 30 50 | 10 30 50 | 10 30 50 | 10 30 50 | 10 30 50 | 10 30 50 |          |          |    |
| Sábados laborables, domingos y festivos           |             |             |          |          |          |          |          |          |          |          |          |          |          |          |          |          |    |
| L10 Circular: Valdelasfuentes - Arroyo de la Vega |             |             |          |          |          |          |          |          |          |          |          |          |          |          |          |          |    |
| 07                                                | 08          | 09          | 10       | 11       | 12       | 13       | 14       | 15       | 16       | 17       | 18       | 19       | 20       | 21       | 22       | 23       | 00 |
|                                                   |             | 40          | 20       | 00 40    | 20       | 00 40    | 20       | 00 40    | 20       | 00 40    | 00 20 40 | 00 20 40 | 00 20 40 | 00 20 40 | 00 20 40 | 00 20 40 | 00 |

Paso por la Avenida de Bruselas (Metro La Moraleja) aproximadamente 20 minutos después de su salida de la Avenida de Miguel de Cervantes (Urbanización Valdelasfuentes). Duración del recorrido circular completo aproximadamente 40 minutos.

## Recorrido y paradas
| Código | Zona | Localidad  | Denominación                                                             | Ubicación                                 | Líneas de la parada                                       | Metro / Cercanías      |
| --- | ---- | ---------- | ------------------------------------------------------------------------ | ----------------------------------------- | --------------------------------------------------------- | ---------------------- |
| 15303 |      | Alcobendas | Avenida de Miguel de Cervantes - Calle de Dolores Ibárruri               | Avenida de Miguel de Cervantes Nº5        | 10                                                        |                        |
| 15680 |      | Alcobendas | Calle de Francisco Largo Caballero - Avenida de Miguel de Cervantes      | Calle de Francisco Largo Caballero Nº30   | 10                                                        |                        |
| 15681 |      | Alcobendas | Calle de Francisco Largo Caballero - Avenida de Pablo Iglesias           | Calle de Francisco Largo Caballero Nº52   | 10                                                        |                        |
| 18064 |      | Alcobendas | Calle de la Suerte - Avenida de la Magia                                 | Avenida de la Magia Nº17                  | 10                                                        |                        |
| 18065 |      | Alcobendas | Paseo de la Fuente Lucha - Calle de la Suerte                            | Paseo de la Fuente Lucha Nº20             | 10                                                        |                        |
| 18066 |      | Alcobendas | Paseo de la Fuente Lucha - Calle de la Fantasía                          | Paseo de la Fuente Lucha Nº7              | 828 10                                                    |                        |
| 18174 |      | Alcobendas | Calle de la Felicidad - Calle del Hechizo                                | Calle de la Felicidad S/Nº                | 828 10                                                    |                        |
| 18991 |      | Alcobendas | Paseo de la Chopera - Avenida de Valdelaparra                            | Paseo de la Chopera Nº341                 | 10                                                        |                        |
| 18993 |      | Alcobendas | Paseo de la Chopera - Avenida de Camilo José Cela                        | Paseo de la Chopera Nº287                 | 10                                                        |                        |
| 07373 |      | Alcobendas | Calle del Marqués de la Valdavia - Avenida de Camilo José Cela           | Calle del Marqués de la Valdavia Nº123    | 157C 827 827A 828 2 6 10                                  |                        |
| 12724 |      | Alcobendas | Calle del Marqués de la Valdavia - Estación Valdelasfuentes              | Calle del Marqués de la Valdavia Nº105    | 157C 827 827A 828 2 6 10                                  | Valdelasfuentes        |
| 08694 |      | Alcobendas | Paseo de la Chopera - Educación Infantil Especial                        | Paseo de la Chopera Nº107                 | 157 10                                                    |                        |
| 09090 |      | Alcobendas | Paseo de la Chopera - Centro de Salud Valdavia                           | Paseo de la Chopera Nº89                  | 157 10                                                    |                        |
| 11233 |      | Alcobendas | Paseo de la Chopera - Centro Cultural                                    | Paseo de la Chopera Nº63                  | 157 10                                                    |                        |
| 11229 |      | Alcobendas | Paseo de la Chopera - Calle del Pintor Sorolla                           | Paseo de la Chopera Nº29                  | 157 10                                                    |                        |
| 11227 |      | Alcobendas | Paseo de la Chopera - Centro de Salud la Chopera                         | Paseo de la Chopera Nº13                  | 157 10                                                    | Marqués de la Valdavia |
| 12845 |      | Alcobendas | Paseo de la Chopera - Calle de Pablo Serrano                             | Paseo de la Chopera Nº1                   | 10                                                        |                        |
| 12928 |      | Alcobendas | Avenida de la Ermita - Centro Comercial La Vega                          | Avenida de la Ermita Nº5                  | 5 10                                                      |                        |
| 11331 |      | Alcobendas | Avenida de Vega - Centro Comercial La Vega                               | Avenida de la Ermita Nº5                  | 1 2 3 5 10                                                |                        |
| La hora de paso por esta parada es aproximadamente 20 minutos después de salir de la Calle de Miguel de Cervantes |      |            |                                                                          |                                           |                                                           |                        |
| 11799 |      | Alcobendas | Avenida de Bruselas - Estación de La Moraleja                            | Avenida de Bruselas Nº15                  | 159 N102 9 10                                             | La Moraleja            |
| 11797 |      | Alcobendas | Avenida de Bruselas - Calle de la Salvia                                 | Avenida de Bruselas Nº5                   | 159 N102 9 10                                             |                        |
| 11795 |      | Alcobendas | Avenida de La Vega - Calle de Francisca Delgado                          | Avenida de La Vega Nº13                   | 159 N101 N102 2 5 9 10                                    |                        |
| 11793 |      | Alcobendas | Avenida de La Vega - Calle de Anabel Segura                              | Avenida de La Vega Nº7                    | 159 N101 N102 2 5 9 10                                    |                        |
| 06840 |      | Alcobendas | Avenida de Barajas - Arroyo de La Vega                                   | Avenida de Barajas Nº4                    | 827 828 N101 N102 2 5 9 10                                |                        |
| 07236 |      | Alcobendas | Avenida de España - Calle de Mariano Sebastián Izuel                     | Avenida de España Nº72                    | 151 153 158 180 827 828 N101 N102 2 5 10                  |                        |
| 06755 |      | Alcobendas | Calle de la Marquesa Viuda de Aldama - Calle de Nuestra Señora del Pilar | Calle de la Marquesa Viuda de Aldama Nº14 | 151 152C 153 154 154C 156 158 161 171 827 828 N101 2 5 10 |                        |
| 06756 |      | Alcobendas | Calle del Marqués de la Valdavia - Calle de Ramón Fernández Guisasola    | Calle del Marqués de la Valdavia Nº20     | 151 153 158 827 828 N101 2 5 10                           | Marqués de la Valdavia |
| 06758 |      | Alcobendas | Calle del Marqués de la Valdavia - Calle de Nemesio de Castro            | Calle del Marqués de la Valdavia Nº44     | 151 153 158 827 828 N101 2 5 10                           |                        |
| 06759 |      | Alcobendas | Calle del Marqués de la Valdavia - Avenida de España                     | Calle del Marqués de la Valdavia Nº88     | 151 153 158 827 828 N101 2 5 10                           |                        |
| 06763 |      | Alcobendas | Avenida de España - Ayuntamiento                                         | Avenida de España Nº34                    | 151 158 827 828 2 10                                      |                        |
| 15317 |      | Alcobendas | Calle de Ruperto Chapí - Teatro Auditorio                                | Calle de Ruperto Chapí Nº19               | 10                                                        |                        |
| 15315 |      | Alcobendas | Calle de Isaac Albéniz - Calle de Almería                                | Calle de Isaac Albéniz Nº46               | 10                                                        |                        |
| 15312 |      | Alcobendas | Calle de Manuel de Falla - Estación de Manuel de Falla                   | Calle de Manuel de Falla Nº32             | 153 10                                                    | Manuel de Falla        |
| 21076 |      | Alcobendas | Avenida de Miguel de Cervantes - Jardines de la Memoria                  | Avenida de Miguel de Cervantes S/Nº       | 10                                                        |                        |

1. 1 2  Sólo permite el descenso de viajeros